# Ѓ
Ѓ, ѓ – litera cyrylicy używana w alfabecie języka macedońskiego, reprezentuje dźwięk [ɟ] lub [ʥ].

## Kodowanie
| Znak                   | Ѓ                           | Ѓ                           | ѓ                         | ѓ                         |
| ---------------------- | --------------------------- | --------------------------- | ------------------------- | ------------------------- |
| Nazwa w Unikodzie      | Cyrillic Capital Letter Gje | Cyrillic Capital Letter Gje | Cyrillic Small Letter Gje | Cyrillic Small Letter Gje |
| Kodowanie              | dziesiątkowo                | szesnastkowo                | dziesiątkowo              | szesnastkowo              |
| Unicode                | 1027                        | U+0403                      | 1107                      | U+0453                    |
| UTF-8                  | 208 131                     | d0 83                       | 209 147                   | d1 93                     |
| Odwołania znakowe SGML | &#1027;                     | &#x0403;                    | &#1107;                   | &#x0453;                  |
| Macintosh Cyrillic     | 174                         | AE                          | 175                       | AF                        |
| ISO 8859-5             | 163                         | A3                          | 243                       | F3                        |
| Windows-1251           | 129                         | 81                          | 131                       | 83                        |
| Code page 855          | 131                         | 83                          | 130                       | 82                        |